# Dirck van Delen

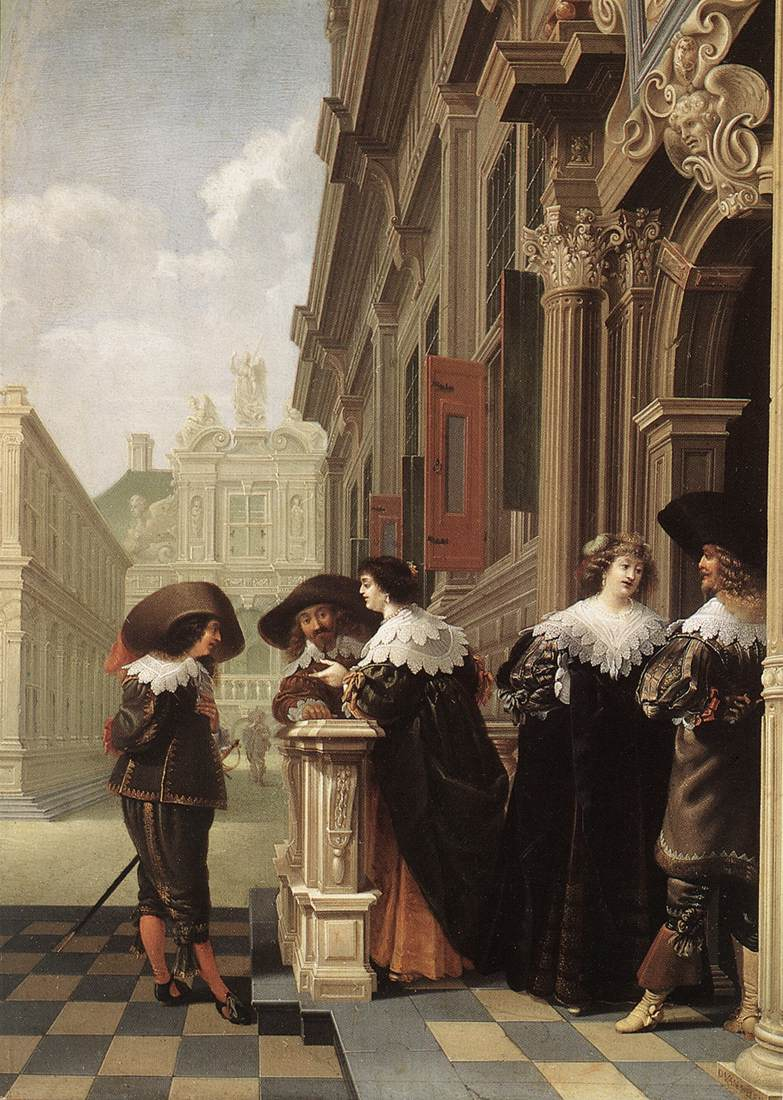
Unterhaltung am Schloss von 1636

Dirck van Delen (* um 1605 in Heusden; † 16. Mai 1671 in Arnemuiden) war ein holländischer Maler.

## Leben und Werk
Dirck van Delen bildete sich unter dem Einfluss des Frans Hals aus und war seit 1626 in Arnemuiden in Zeeland ansässig, wo er auch Bürgermeister war.
Seine Architekturstücke, die vom Ende der 20er Jahre an datiert sind, kommen nicht häufig vor. Er liebte es, prunkvolle Gemächer, von Säulenhallen umgebene Höfe mit angrenzenden Parkanlagen, das Innere reich ausgestatteter Kirchen im Barockstil darzustellen, die von Anthonie Palamedesz., Dirck Hals, Pieter Jacobsz. Codde, u. a. mit Staffage versehen wurden. 